# Blok Wszechniemiecki/Blok Wypędzonych ze Stron Ojczystych i Pozbawionych Praw

Logo GB/BHE

Blok Wszechniemiecki/Związek Wypędzonych ze Stron Ojczystych i Pozbawionych Praw (niem. Gesamtdeutscher Block/Bund der Heimatvertriebenen und Entrechteten, GB/BHE) – niemiecka partia działająca w latach 1950–1961. 
W 1961 razem z Deutsche Partei (DP) utworzyła Gesamtdeutsche Partei (GDP).

## Historia partii
Partia została założona w styczniu 1950 roku przez Waldemara Krafta w Szlezwiku-Holsztynie, który był krajem związkowym o najwyższym odsetku przesiedleńców i uchodźców w Niemczech Zachodnich. W lokalnych wyborach partia odniosła sukces zdobywając 23 procent głosów i utworzyła koalicję z CDU, FDP i DP, a lider ruchu Waldemar Kraft został ministrem finansów i wicepremierem Szlezwiku-Holsztyna.
W 1953 roku partia wystartowała w wyborach parlamentarnych i zdobyła 5,9 % głosów, biorąc następnie udział w formowaniu drugiego rządu Konrada Adenauera.

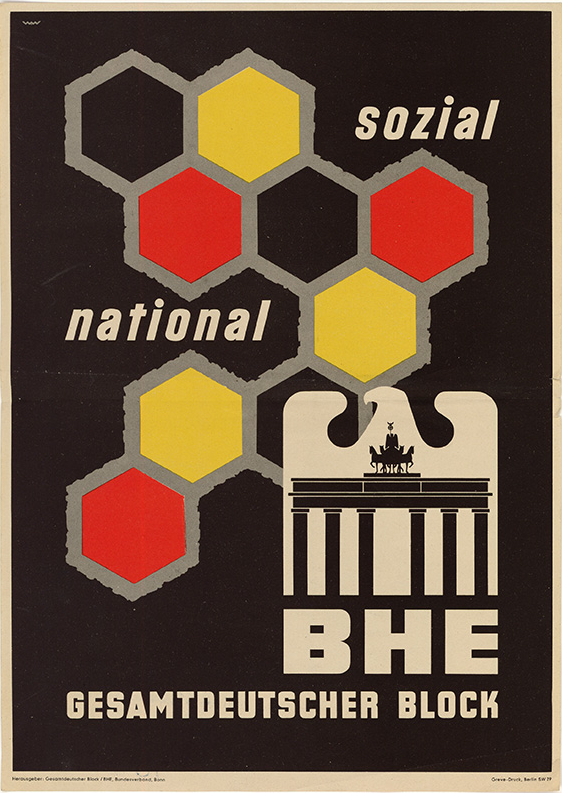
Plakat wyborczy z kampanii wyborczej w 1957 roku.

Po wewnętrznych sporach dotyczących stanowiska względem statusu Kraju Saary, czołowi działacze - Waldemar Kraft, Eva Finckenstein i Theodor Oberländer opuścili partię w 1955 roku i wstąpili do CDU w 1956 roku. Podział ten był początkiem rozpadu bloku GB/BHE. Przed wyborami federalnymi w 1961 roku partia połączyła się z Deutsche Partei (DP) utworzyła Gesamtdeutsche Partei (GDP). 

### Przewodniczący partii[1]
| 1950 – 1954 | Waldemar Kraft       |
| 1954 – 1955 | Theodor Oberländer   |
| 1955 – 1958 | Friedrich von Kessel |
| 1958 – 1961 | Frank Seiboth        |

### Inni członkowie partii
- Eva Gräfin Finck von Finckenstein(inne języki), deputowana do Bundestagu, konsul generalna Niemiec w Chile[3]
- Carl-Anton Schaefer(inne języki), szef Bank von Danzig, minister finansów Szlezwiku-Holsztyna (1953-1961)[4]
- Heinz Reinefarth[5]